# دوونته گراهام
دوونته گراهام (انگلیسی: Devonte' Graham؛ زادهٔ ۲۲ فوریهٔ ۱۹۹۵) بازیکن بسکتبال اهل ایالات متحده آمریکا است.
از باشگاه‌هایی که در آن بازی کرده‌است می‌توان به شارلوت هورنتس اشاره کرد.
وی در مسابقات کشوری و بین‌المللی در مجموع برندهٔ ۱ مدال طلا شده‌است.